# Брег-при-Рибниці
Брег-при-Рибниці (словен. Breg pri Ribnici) — поселення в общині Рибниця, регіон Південно-Східна Словенія, Словенія.